# Aleksandr Sergeevič Taneev
Aleksandr Sergeevič Taneev, in russo Александр Сергеевич Танеев? (San Pietroburgo, 17 gennaio 1850 – Pietrogrado, 7 febbraio 1918), è stato un nobile, politico e compositore russo.

## Biografia
Unico figlio di Sergej Aleksandrovič Taneev (1821-1889), e di sua moglie, Anna Vasil'evna Bibikova (1827-1903), fu un alto funzionario dello Stato, che servì per 22 anni come capo della Cancelleria di Sua Maestà Imperiale. Ereditò una passione per la musica dai suoi genitori. Egli non era molto conosciuto al di fuori della Russia. Il suo nome veniva spesso confuso con quella del suo lontano cugino Sergej Ivanovič Taneev (1856-1915). Allievo di Nikolaj Rimskij-Korsakov, produsse due opere, tre sinfonie, diversi pezzi per orchestra, numerose opere corali e una quantità considerevole di musica da camera tra cui tre quartetti d'archi. 

## Matrimonio

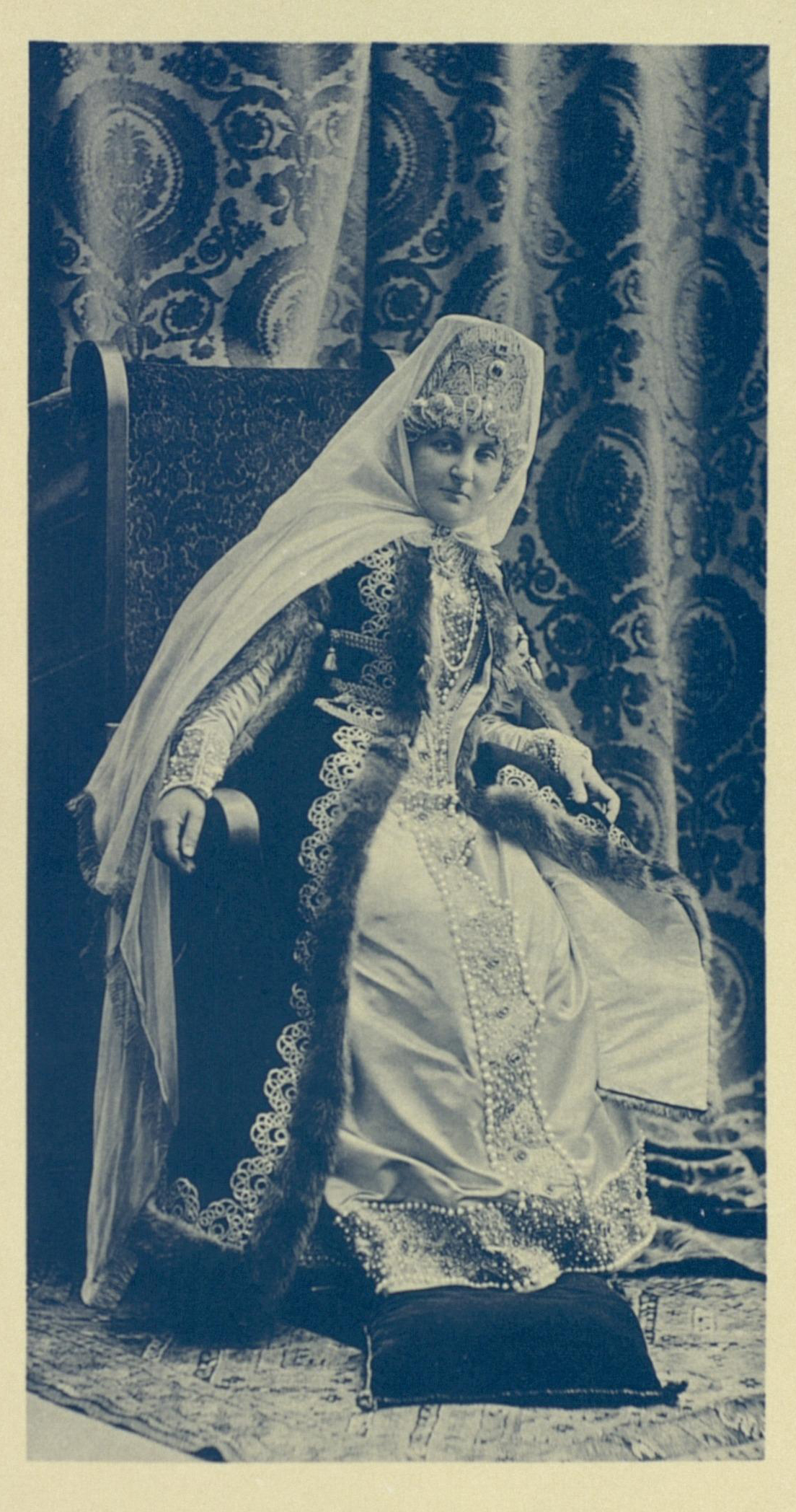
Nadežda Illarionovna Tolstoj, 1903.

Sposò Nadežda Illarionovna Tolstoj (1860-1937), figlia del generale Illarion Tolstoj. Ebbero tre figli:
- Anna (1884-1964)
- Sergej (1886-1975)
- Aleksandra (1888-1963)

Sua figlia Anna era una dama di compagnia e la migliore amica della zarina Aleksandra.